# Зоровавель
Зоровавель — юдей, який згідно з Книгою Ездри народився у Вавилоні і повернувся до Палестини у 538 р. до Р. Хр., щоб стати правителем Єрусалиму, намісником персів. Його ім'я, імовірно, означає «насіння Вавилону» і вказує на те, що він народився у Вавилоні.

## Життєпис
Невідомо, хто був батьком Зоровавеля. У всіх біблійних посиланнях, крім одного, його батьком названий Шеалтієл/Салатіїл (Езд. 3:2-8; 5:2; Неєм. 12:1; Ог. 1:1,12-14; 2:2,23; Мт. 1:12-13; Лк. 3:27). У такому випадку, Зоровавель був онуком царя Йоахина з роду Давида. Але в 1 Хр. 3:19 батьком Зоровавеля названий Педая, брат Салатіїла.
Є два можливі вирішення цієї проблеми. Багато дослідників припускають, що Салатіїл вмер бездітним. Його брат Педая народив Зоровавеля від вдови Салатіїла. По законах левірату Зоровавель вважався сином Салатіїла, а не Педаї (Повт. 25:5-10). Але у нас немає ніяких свідчень на користь цієї думки; та й автор книги Хронік навряд чи пропустив би такий момент, якби й хотів внести корективи щодо появи на світ Зоровавеля.
Простіше вирішення основане на тексті 1Хр. 3:19 в Септуаґінті, де батьком Зоровавеля названий Салатіїл. У такому випадку згадування в 1 Хронік можна узгодити з даними інших книг.
У будь-якому разі, чи був батьком Зоровавеля Педая чи Салатіїл, зрозуміло, що він належав до роду Давида і суспільство Ізраїлю вважало його законним правителем.
Указ, виданий Кіром у 538 р. до Р. Хр., дозволяв юдеям повернутися до Палестини й жити на їх колишній землі. Зоровавель був назначений правителем, і, ймовірно, до 529–520 рр. до Р. Хр. було почато відновлення Єрусалимського храму. Але, через ряд перепон, мало що було зроблено до 520 р. до Р. Хр.
Книги Огія та Захарії показують нам, яким було становище Зоровавеля у суспільстві. Ці два пророка явно вважали первосвященика Ісуса та Зоровавеля двома Божими обранцями. Відповідно у багатьох їх пророцтвах відкрито виражається підтримка одному чи іншому (Ог. 2:21-23; Зах. 3:8; 4:6-7; 6:12). Пророки вважали діяння Зоровавеля та Ісуса месіанськими. Це очевидно з огляду на видіння Захарії (Зах. 4:11-14). У цьому видінні дві оливкові гілки з обох боків світильника визначені як «два Помазаники, що стоять перед Господом усієї землі». Судячи з контексту, маються на увазі саме первосвященик Ісус (Зах. 3:1-9) та Зоровавель (Зах. 4:6-10). Завдяки участі у відновленні Єрусалимського храму, Зоровавель займає почесне місце в юдейському переданні.